# Свято-Христорождественская церковь (Кобрин)
Свято-Христорождественская церковь (бел. Царква ў гонар Раства Хрыстова) — церковь в Кобрине, строительство которой было начато в 2004 году.
Церковь является самым большим храмом города Кобрин и самым высоким зданием города.

## История
Освящение места и заклад храма-памятника было произведено 18 июля 2004 года, в день 60-летия освобождения г. Кобрина от немецко-фашистских захватчиков. Проектное решение храма предполагает его доминирование над сооружениями города и окружающими окрестностями, в том числе над международной автотрассой Берлин-Москва, поэтому расположен он в самой высокой географической точке города, а высота храма до креста главного купола составляет 42 метра (высота 12-этажного дома).
Сооружается храм по адаптированному к современным условиям проекту Суворовского храма-памятника, разработанному кобринчанами еще в начале XX века к 100-летию со дня смерти полководца А. В. Суворова и утвержденному царем-великомучеником Николаем II, но так и не реализованному в г. Кобрине из-за начавшейся Первой мировой войны. Реализации идеи строительства изначально помогло наличие уникальных фотографий этого проекта в военно-историческом музее им. А. В. Суворова. Кроме того, прибывшая в г. Кобрин делегация оргкомитета международного форума «Мировой опыт и экономика России» передала Кобринскому райисполкому выкупленный им пакет всех архивных документов, связанных с незаконченным строительством в г. Кобрине Суворовского храма-памятника. По аналогии с Московским храмом Христа Спасителя на его внутренних стенах будут навечно высечены имена всех кобринчан, погибших при защите Отечества за последние три столетия.
Первая попытка построить в Кобрине Суворовский храм-памятник была сделана в начале XX столетия. Было принято решение на месте старинной Свято-Петропавловской церкви (которая но тот момент находилась в самом центре города в двух шагах от городского дома графа Суворова) построить величественный каменный храм-памятник в его честь. С этой целью старая церковь в 1911 г. была перенесена на окраину города. Император России Николай II утвердил проект Суворовского храма в январе 1912 года и объявил Всероссийскую подписку по сбору средств на реализацию этого проекта. Для строительства нового храма был организован Всероссийский сбор пожертвований по государственным подписным листам. Со всех уголков великой державы потекли пожертвования в небольшой белорусский городок, начались работы по возведению фундамента храма.
Стройка привлекла к себе большое внимание. Дело в том, что Россия в то время как раз широко отмечала 100-летие со дня смерти непобедимого полководца Александра Суворова. А Кобрин был единственным в Беларуси населенным пунктом, тесно связанным с именем легендарного генералиссимуса: именно здесь находилось поместье Кобринский Ключ, которое императрица Екатерина II подарила Александру Васильевичу в знак признания его заслуг перед Отечеством. Поэтому новый православный храм задумывался не только как культовое сооружение, но и как исторический памятник знаменитому военачальнику. До сегодняшнего дня в музее имени А. В. Суворова сохранилась фотография проекта храма. Архитектурное решение традиционно византийское. Купола его имеют форму шлемов, а общий вид напоминает сторожевой отряд славянских воинов в дозоре.
Первые крупные пожертвования на строительство Суворовского храма-памятника сделали члены царской династии и центральное Российское казначейство. Активное участие в этом благородном деле принимала армия. Военное ведомство выделило около 1 тысячи пудов меди на отливку колоколов; а Брестская церковь подарила для иконостаса ценные иконы известного живописца Васнецова.
Как свидетельствуют архивные документы и местные старожилы, к лету 1914 года был заложен фундамент храма и почти до окон были выведены стены. К сожалению, началась первая мировая воина, потом революция… Собранные деньги, ценная церковная утварь и неиспользованные стройматериалы бесследно исчезли. Мечта кобринчан не осуществилась: храм так и не был построен. Почти через 100 лет православные верующие Кобрина под руководством иерея Николая Лукашика вновь вернулись к идее строительства Суворовского храма-памятника, правда уже адаптированного к современным условиям. В мире не снижается интерес к самой фигуре великого полководца. И новый храм является центральным звеном на пути создания на Кобринщине уникального Суворовского духовного военно-исторического комплекса, куда потянутся туристы из многих стран.
В комплекс г. Кобрина включены:
1. Памятник А. В. Суворову
2. Военно-исторический музей им. А. В. Суворова
3. Гостиничный комплекс «Суворов»
4. Парк им. А. В. Суворова
5. Свято-Христорождественская церковь г. Кобрина — храм-памятник 60-летия освобождения Беларуси, сооружаемая по проекту Суворовского храма
Патриарх Московский и всея Руси Алексий II дал благословение фонду «За сохранение духовного наследия» на оказание материальной помощи в строительстве храма-памятника в Кобрине.
Согласно решению Брестского облисполкома от 4 февраля 2005 года этот храм носит официальное название «Свято-Христорождественская церковь города Кобрина — храм-памятник 60-летия освобождения Беларуси».
К началу 2007 года был заложен фундамент храма-памятника площадью 1200 м², а также часть стен цокольного этажа. Средства на это были взяты счет различных источников — средства бюджетных и внебюджетных фондов, пожертвования населения и предпринимателей, выручка от распродажи благотворительной лотереи «Наш храм построим вместе».
Анализируя события недавних лет, можно заметить удивительный Промысел Божий в отношении города Кобрина:
— в 2004 году город обрел по решению республиканской Геральдической комиссии герб и штандарт с изображением главных христианских святынь (Богоматери с Младенцем Христом на руках), аналогичный герб имеет только столица Беларуси г. Минск;
— в 2005 году город получает возможность начать строительство храма-памятника с богатейшим духовно-историческим содержанием, название которого (Рождества Христова) совпадает с ликами святых, изображенных на гербе города, и о котором кобринчане мечтали еще в начале XX века;
По совместному решению светских властей и духовенства храму придан особый дополнительный двойной статус — воинского исторического памятника и центрального воинского мемориала Кобринского района.